# 默萊鎮區
默萊鎮為緬甸曼德勒省密鐵拉縣的鎮區。2014年人口139,427人，區域面積1,120.5平方公里。該鎮下分106個村里。默萊為該鎮之首府。